# Station Bertrix
Station Bertrix is een spoorwegstation langs spoorlijn 165 (Libramont - Virton - Athus) in de Belgische gemeente Bertrix in de provincie Luxemburg. Vanaf hier vertrok voor 1969 nog spoorlijn 163A (Bertrix - Muno) en komt vandaag nog spoorlijn 166 (Dinant - Bertrix) aan.
Aan het eind van 2021 zijn de loketten hier gesloten en is het station een stopplaats geworden.

## Treindienst
| Serie              | Treinsoort          | Route | Bijzonderheden                                                           |
| ------------------ | ------------------- | --- | ------------------------------------------------------------------------ |
| L 5950             | L-trein (NMBS)      | Libramont – Bertrix – Virton – Aarlen                                                                         |                                                                          |
| L 6050             | L-trein (NMBS)      | Namen – Dinant – Bertrix – Libramont                                                                          |                                                                          |
| P 7620/8620RE 8600 | Piekuurtrein (NMBS) | [ Luxemburg – Virton ] / [ [ Aarlen – Virton – ] / [ Dinant – ] Bertrix – Libramont – [ Ciney ] ]             | Een rechtstreekse trein Aarlen - Libramont. Een trein Libramont - Ciney. |
| P 7665/7665        | Piekuurtrein (NMBS) | Libramont – [ Bertrix – Virton – ] / [ Marbehan – ] Aarlen                                                    | Rijdt alleen op werkdagen.                                               |
| P 7680/8680RE 8650 | Piekuurtrein (NMBS) | [ Bertrix – Dinant ] / [ Libramont – [ Bertrix – Virton – ] / [ Marbehan – ] Aarlen ] / [ Athus – Luxemburg ] | Een trein Aarlen - Virton - Libramont. Een trein Athus - Luxemburg.      |

## Galerij

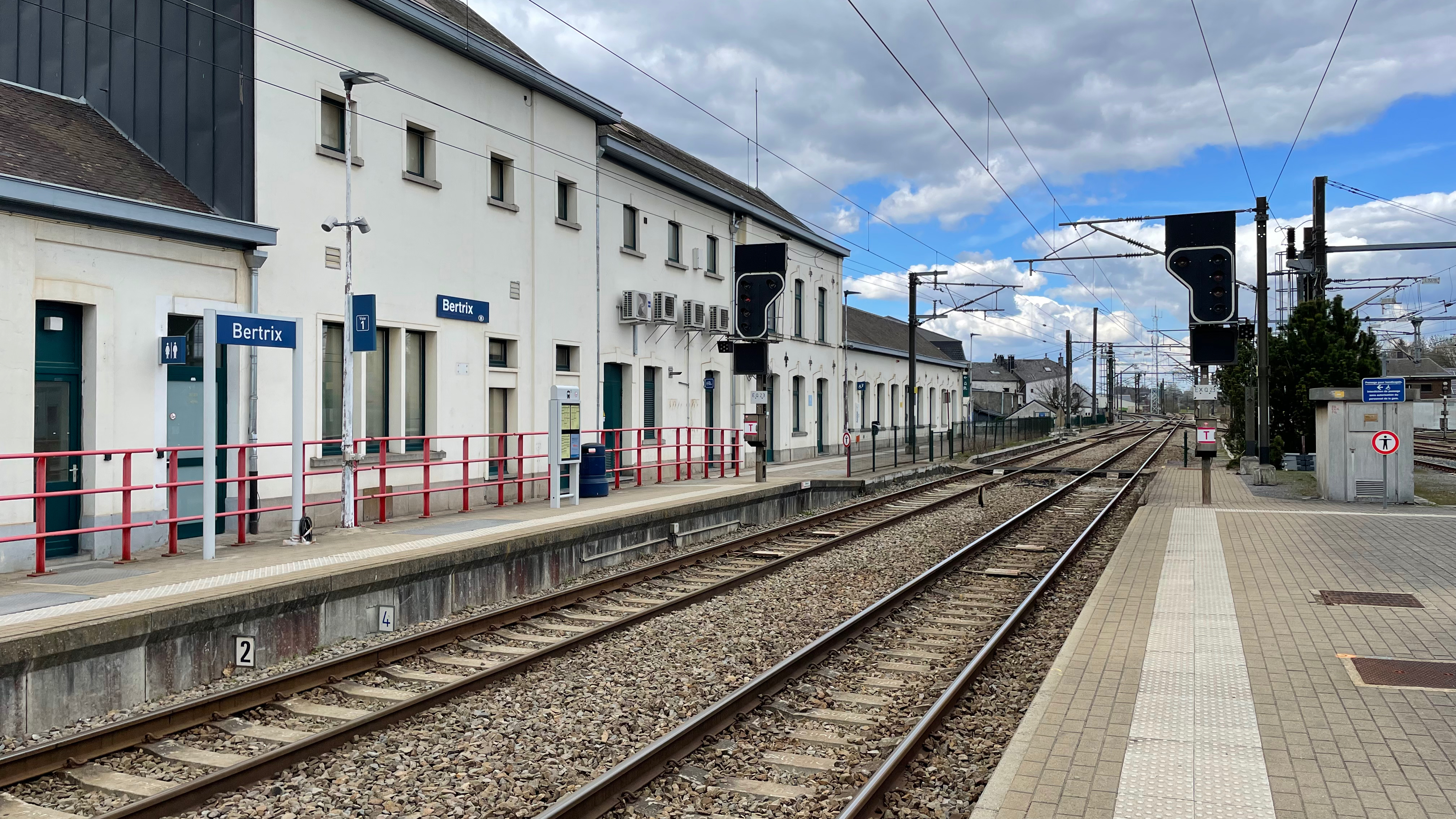
Het station (2023)
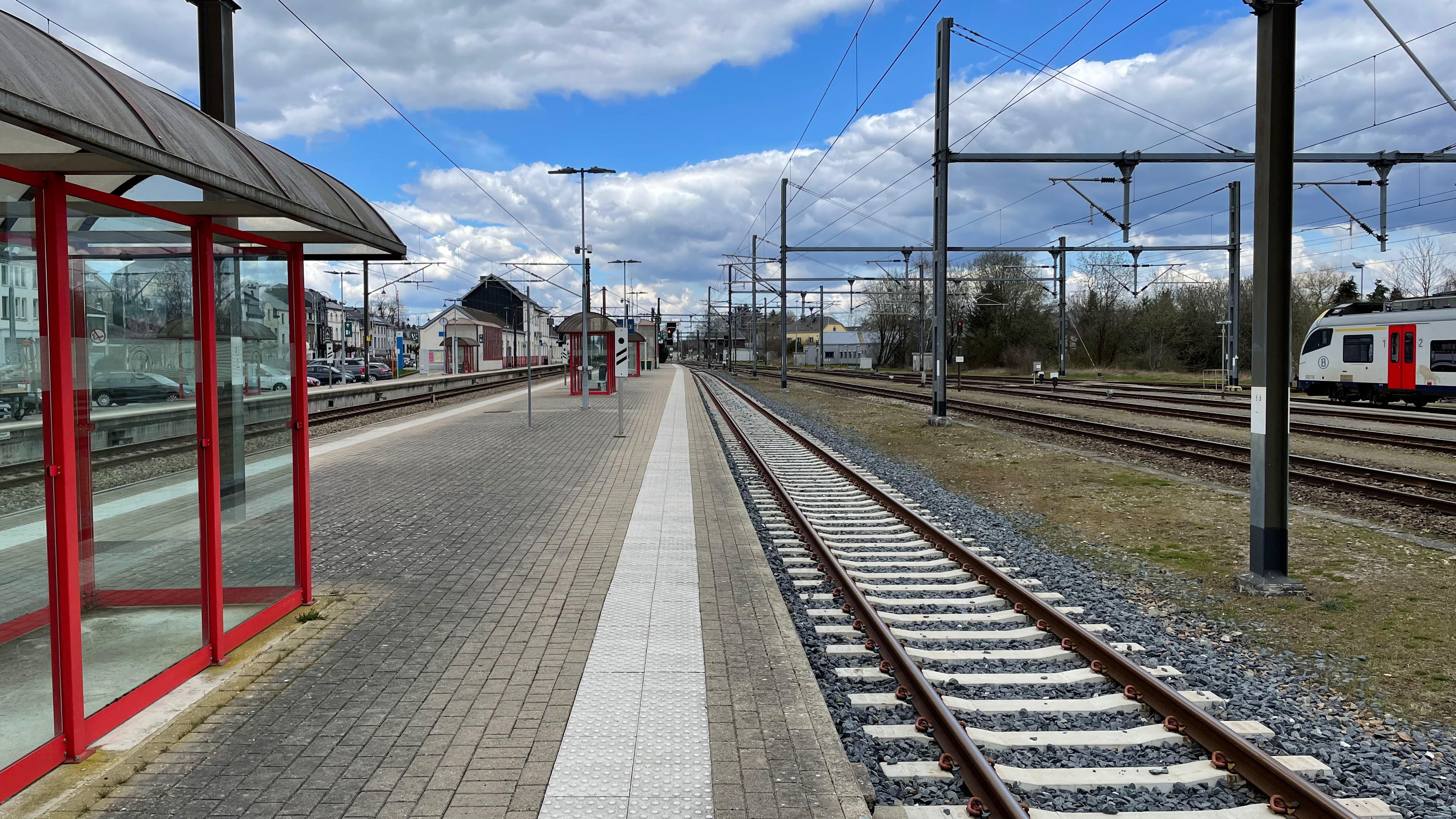
Zicht op het perron
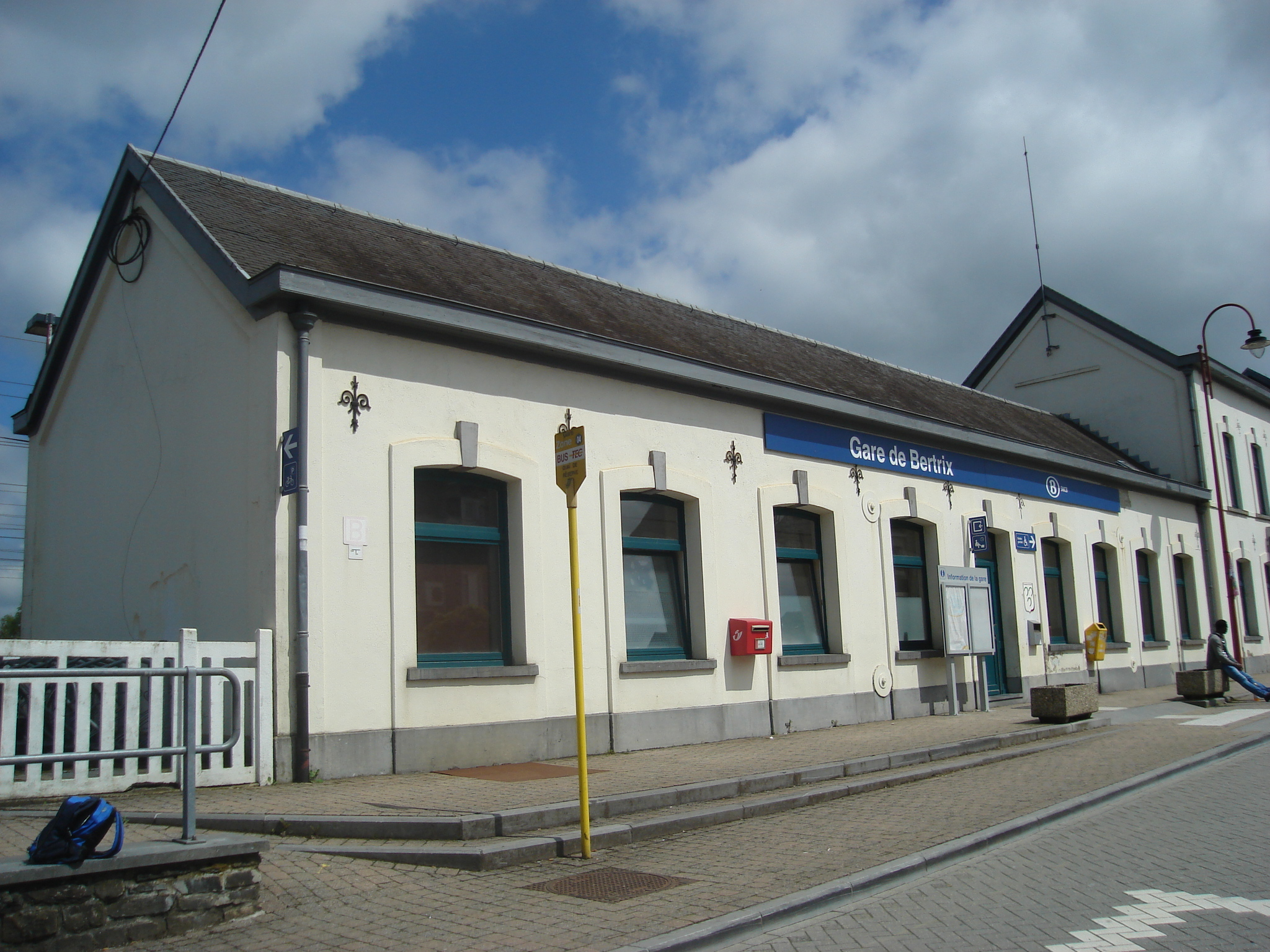
Stationsgebouw (2013)

## Reizigerstellingen
De grafiek en tabel geven het gemiddeld aantal instappende reizigers weer op een week-, zater- en zondag.
| Tabel: aantal instappende reizigers station Bertrix | Tabel: aantal instappende reizigers station Bertrix | Tabel: aantal instappende reizigers station Bertrix | Tabel: aantal instappende reizigers station Bertrix |
|                                                     | Weekdag                                             | Zaterdag                                            | Zondag                                              |
| --------------------------------------------------- | --------------------------------------------------- | --------------------------------------------------- | --------------------------------------------------- |
| 1977                                                | 613                                                 | 191                                                 | 157                                                 |
| 1978                                                | 624                                                 | 191                                                 | 199                                                 |
| 1979                                                | 500                                                 | 91                                                  | 113                                                 |
| 1980                                                | 548                                                 | 154                                                 | 408                                                 |
| 1981                                                | 547                                                 | 199                                                 | 327                                                 |
| 1982                                                | 608                                                 | 197                                                 | 290                                                 |
| 1983                                                | 547                                                 | 159                                                 | 269                                                 |
| 1984                                                | 432                                                 | 181                                                 | 231                                                 |
| 1985                                                | 453                                                 | 155                                                 | 372                                                 |
| 1986                                                | 430                                                 | 206                                                 | 438                                                 |
| 1987                                                | 382                                                 | 131                                                 | 331                                                 |
| 1988                                                | 453                                                 | 196                                                 | 347                                                 |
| 1989                                                | 516                                                 | 166                                                 | 313                                                 |
| 1990                                                | 355                                                 | 153                                                 | 116                                                 |
| 1991                                                | 442                                                 | 129                                                 | 300                                                 |
| 1992                                                | 500                                                 | 174                                                 | 350                                                 |
| 1993                                                | 390                                                 | 180                                                 | 267                                                 |
| 1994                                                | 513                                                 | 124                                                 | 251                                                 |
| 1995                                                | 436                                                 | 114                                                 | 203                                                 |
| 1996                                                | 360                                                 | 163                                                 | 165                                                 |
| 1997                                                | 430                                                 | 185                                                 | 289                                                 |
| 1998                                                | 606                                                 | 118                                                 | 215                                                 |
| 1999                                                | 274                                                 | 112                                                 | 168                                                 |
| 2000                                                | 386                                                 | 168                                                 | 204                                                 |
| 2001                                                | 377                                                 | 120                                                 | 244                                                 |
| 2002                                                | 442                                                 | 126                                                 | 204                                                 |
| 2003                                                | 496                                                 | 150                                                 | 246                                                 |
| 2004                                                | 441                                                 | 194                                                 | 238                                                 |
| 2005                                                | 478                                                 | 151                                                 | 292                                                 |
| 2006                                                | 532                                                 | 194                                                 | 321                                                 |
| 2007                                                | 569                                                 | 178                                                 | 291                                                 |
| 2008                                                | -                                                   | -                                                   | -                                                   |
| 2009                                                | 581                                                 | 156                                                 | 236                                                 |
| 2010                                                | -                                                   | -                                                   | -                                                   |
| 2011                                                | -                                                   | -                                                   | -                                                   |
| 2012                                                | 475                                                 | 147                                                 | 230                                                 |
| 2013                                                | 461                                                 | 129                                                 | 241                                                 |
| 2014                                                | 417                                                 | 104                                                 | 252                                                 |
| 2015                                                | 423                                                 | 161                                                 | 157                                                 |
| 2016                                                | 346                                                 | 135                                                 | 187                                                 |
| 2017                                                | 318                                                 | 130                                                 | 214                                                 |
| 2018                                                | 330                                                 | 109                                                 | 170                                                 |
| 2019                                                | 329                                                 | 105                                                 | 189                                                 |
| 2020                                                | 312                                                 | 135                                                 | 119                                                 |
| 2021                                                | -                                                   | -                                                   | -                                                   |
| 2022                                                | 470                                                 | 146                                                 | 251                                                 |
| 2023                                                | 449                                                 | 165                                                 | 255                                                 |
| 2024                                                | 525                                                 | 168                                                 | 211                                                 |

0,0: Libramont ·
2,5: Recogne ·
3,8: Neuvillers ·
7,5: Rossart ·
12,2: Bertrix ·
16,1: Orgéo ·
17,6: Saint-Médard ·
20,6: Straimont ·
25,5: Les Épioux ·
30,7: Lacuisine ·
32,5: Florenville ·
36,2: Pin ·
37,7: Izel ·
40,0: Jamoigne ·
43,5: Saint-Vincent-Bellefontaine ·
46,9: Lahage ·
50,8: Meix-devant-Virton ·
53,5: Houdrigny ·
57,2: Virton ·
59,6: Chenois-Latour ·
62,9: Latour ·
63,7: Ruette ·
65,1: Saint-Remy ·
67,6: Signeulx ·
70,1: Baranzy ·
72,0: Musson ·
74,6: Halanzy ·
78,9: Aubange ·
81,9: Athus
2,2: Anseremme ·
4,7: Walzin ·
7,2: Gendron-Celles ·
10,4: Château d'Ardenne ·
12,2: Houyet ·
17,5: Wiesme ·
22,2: Beauraing ·
25,0: Martouzin ·
27,2: Pondrôme ·
31,3: Thanville ·
35,3: Vonêche ·
37,0: Gedinne ·
45,4: Louette-Saint-Denis ·
49,3: Bièvre ·
51,6: Graide ·
55,2: Carlsbourg ·
56,3: Merny ·
58,2: Paliseul ·
60,3: Nollevaux ·
61,5: Offagne ·
65,2: Glaumont ·
68,3: Burhaimont ·
70,2: Bertrix